# Melanogaster (grzyby)

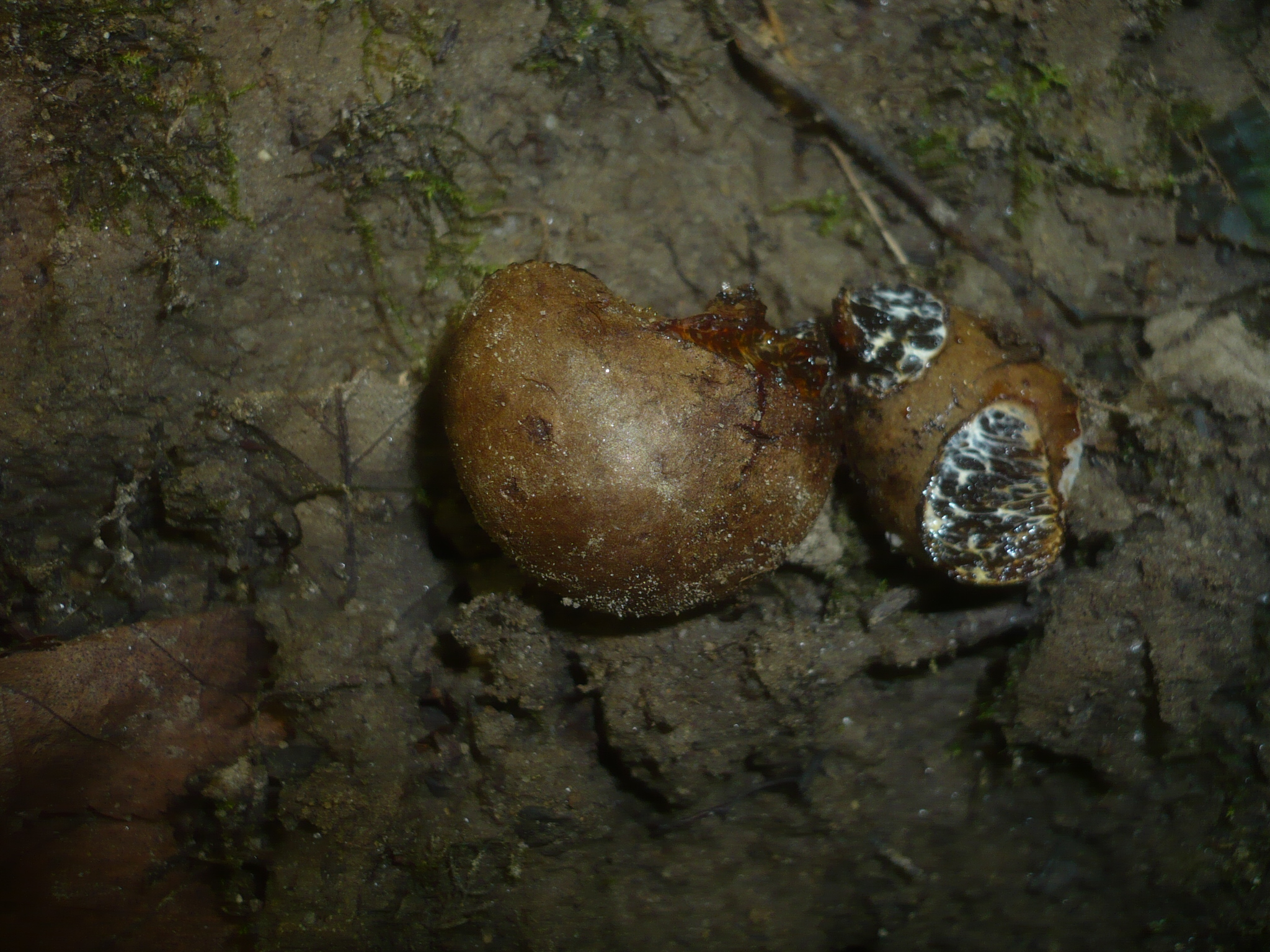
Melanogaster variegatus

Melanogaster Corda (czarnobrzuszek) – rodzaj grzybów z rodziny krowiakowatych (Paxillaceae).

## Charakterystyka
Owocniki kuliste, elipsoidalne lub nieregularne, o średnicy 1–6 cm, ale niektóre gatunki osiągają czasami do 10 cm. Perydium ciemnobrązowe do brązowoczarnego, filcowate, zwykle z dobrze rozawiniętymi ryzomorfami przylegającymi do dna i boków owocnika. Gleba o barwie od brązowej do czarnej z wypełnionymi żelem komorami rozdzielonymibiałymi, jasnożółto-brązowymi lub żółtymi ściankami. Mają zapach owocowy, czosnkowy lub mdły, słodko-oleisty.
Bazydiospory podłużnie symetryczne, elipsoidalne, jajowate, odwrotnie jajowate, wrzecionowate lub o kształcie zbliżonym do cytryny i wymiarach 6–22 × 3,5–13 µm. Postawa zarodników ścięta, powierzchnia gładka, ściana 1–2 warstwowa o grubości 0,5–1,5 µm. Barwa w wodzie: jasnobrązowa do ciemnobrązowej, fioletowobrązowa, ciemnofioletowa lub prawie czarna. W odczynniku Melzera nieamyloidalne. Brak pory rostkowej, co odróżnia je od zarodników z rodzaju Coprinus

## Systematyka i nazewnictwo
Pozycja w klasyfikacji według Index Fungorum: Paxillaceae, Boletales, Agaricomycetidae, Agaricomycetes, Agaricomycotina, Basidiomycota, Fungi.
Takson utworzył w 1831 r. August Karl Joseph Corda. Synonimy: Argylium Wallr., Bulliardia Jungh., Hyperrhiza Spreng., Uperhiza Bosc. Nazwę polską nadał Feliks Teodorowicz w 1933 r.
Gatunki występujące w Polsce:
- Melanogaster ambiguus (Vittad.) Tul. & C. Tul. – czarnobrzuszek filcowaty
- Melanogaster broomeianus Berk. – czarnobrzuszek drobnozarodnikowy
- Melanogaster tuberiformis Corda 1831[5]
- Melanogaster variegatus – czarnobrzuszek połyskliwy

Nazwy naukowe na podstawie Index Fungorum. Wykaz gatunków i nazwy polskie według Władysława Wojewody i T. Krzyszczyka.

## Zastosowanie
Z owocników i strzępek gatunku Melanogaster broomeianus wyizolowano nowy barwnik polienowy, melanokrocynę, będącą N-acylową pochodną estru metylowego L-fenyloalaniny z poliolefinowym kwasem karboksylowym.